# Premio Henri Poincaré
Il premio Henri Poincaré è un'onorificenza istituita nel 1997 e sponsorizzata dalla fondazione Daniel Iagolnitzer come riconoscimento dei contributi eccezionali e dei lavori fondazionali per nuovi sviluppi in fisica matematica. Il premio è stato creato anche con lo scopo di supportare giovani promesse che abbiano già pubblicato ottimi lavori nel campo. Viene consegnato approssimativamente a tre persone ogni tre anni durante il congresso internazionale di fisica matematica, designato dalla International Association of Mathematical Physics.

## Premiati
| Anno | Luogo dell'ICMP   | Vincitori del premio                                                   |
| ---- | ----------------- | ---------------------------------------------------------------------- |
| 1997 | Brisbane          | Rudolf Haag Maxim Kontsevich Arthur Wightman                           |
| 2000 | Londra            | Joel Lebowitz Walter Thirring Horng-Tzer Yau                           |
| 2003 | Lisbona           | Huzihiro Araki Elliott H. Lieb Oded Schramm                            |
| 2006 | Rio de Janeiro    | Ludvig D. Faddeev David Ruelle Edward Witten                           |
| 2009 | Praga             | Jürg Fröhlich Robert Seiringer Yakov G. Sinai Cédric Villani           |
| 2012 | Aalborg           | Nalini Anantharaman Freeman Dyson Sylvia Serfaty Barry Simon           |
| 2015 | Santiago del Cile | Alexei Borodin Thomas Spencer Herbert Spohn                            |
| 2018 | Montréal          | Percy Deift Giovanni Gallavotti Michael Aizenman                       |
| 2021 | Ginevra           | Rodney Baxter Demetrios Christodoulou Yoshiko Ogata Jan Philip Solovej |
| 2024 | Strasburgo        | David Brydges Alexei Kitaev Antti Kupiainen Scott Sheffield            |